# Nikolaus Listenius
Nikolaus Listenius (* um 1510 in Hamburg, nach anderen Angaben: Salzwedel; † unbekannt) war ein deutscher Musiktheoretiker und Komponist. Seine Musica zählt zu den bedeutendsten Lehrbüchern des 16. Jahrhunderts.

## Leben
Listenius studierte ab 1529 an der Universität Wittenberg. 1531 schloss er sein Studium als Magister ab. Gegen 1536 unterrichtete er an der Lateinschule in Salzwedel, dem heutigen Friedrich-Ludwig-Jahn-Gymnasium. Er war zusätzlich zu seinem Schuldienst mit der Leitung der Kirchenmusik beauftragt. Da er diese ohne Einwilligung Joachims II., des Kurfürsten von Brandenburg, lutherisch zu reformieren versuchte, wurde er von diesem gerügt.

## Werk
Listenius’ musiktheoretischer Traktat Rudimenta musicae erschien erstmals 1533 mit einem Vorwort des Reformators Johannes Bugenhagen bei Georg Rhau in Wittenberg. In der 1537 erweiterten Fassung Musica Nicolai Listenii erreichte das Werk über 50 Auflagen. Neben Heinrich Fabers einfacherem Compendium musicae (Braunschweig 1548) war Listenius’ Musica das am weitesten verbreitete Musiklehrbuch des 16. Jahrhunderts an den Lateinschulen Mitteldeutschlands, Pommerns, Württembergs und Österreichs.
Die Musica ist eine allgemeine Musiklehre. Nach den Vorbildern Rhaus (Enchiridion musicae, Wittenberg 1518) und Martin Agricolas (Musica Choralis Deudsch, Wittenberg 1532) unterrichtet sie über die musica choralis, d. h. die einstimmige, und über die musica mensuralis, die mehrstimmige Musik. Kontrapunkt- und Kompositionslehre behandelt sie im Gegensatz zu den anderen Werken nicht. Die Schrift stand unter dem Einfluss von Philipp Melanchthons pädagogischen Reformen. Ihre Vorrede verfasste der Reformator Johannes Bugenhagen. Ihr Hauptaugenmerk lag nicht mehr wie in den älteren Schulwerken auf den Anweisungen, sondern auf den praktischen Beispielen. Zu diesem Zweck fügte Listenius eine Vielzahl von Kanons als Lehrmaterial ein.

## Rezeption
Die Musikwissenschaft des 20. Jahrhunderts schrieb Listenius zu, den Begriff der Musica Poetica als erster in der Bedeutung der Komposition gebraucht zu haben – in einer Dreiteilung des Musikbegriffs mit den anderen Bestandteilen musica theorica für die Theorie und musica practica für die Ausübung. Dies beruhte auf einem Missverständnis, das Listenius gleichwohl hohe Bekanntheit in der musikalischen Ideengeschichtsschreibung verschaffte. Er verstand unter diesem Begriff das musikalische Herstellen überhaupt, das sich auch auf Theoriewerke erstreckt. Der Wortsinn des opus consummatum et effectum, das seinen Schöpfer überdauert, ist bei ihm gleichfalls nicht auf das musikalische Werk im Sinne einer Komposition beschränkt. Seine auf die ethischen Schriften des Aristoteles und auf Quintilian zurückgehende Definition zielte nicht auf eine Trennung von Produktion und Reproduktion, sondern auf die Unterscheidung von Hervorbringen und Handeln, wie sie der Protestantismus ebenfalls aufgriff; Listenius versuchte, diese Differenzierung auch musikalisch fruchtbar zu machen.

## Werke
- Rudimenta musicae in gratiam studiosa iuventutis diligenter comportata A. M. Nicolao Listenio. Georg Rhau, Wittenberg 1533 (Digitalisat).
- Musica Nicolai Listenii ab auctore denuo recognita multis novis regulis et exemplis adaucta Georg Rhau, Wittenberg 1537 (urn:nbn:de:bsz:25-digilib-70826)